# 衍庆宫淑妃
康惠淑妃，本名巴特瑪璪（1606年—1667年），博尔济吉特氏，蒙古族，阿霸垓部塔布囊博第塞楚祜尔之女。她本是林丹汗遗孀，後為清太宗皇太极之妃。

## 本名、姓氏
康惠淑妃的名字——巴特玛璪（转写：Batma dzoo）的满文写法出于《滿文老檔》原档记录，乾隆帝因避讳之故，下令以白纸贴盖，两百年未外传:478—479。巴特玛璪为藏語人名，意为“莲花湖”:173。藏语称莲花为“巴德玛”，湖为“措”。关孝廉《论〈满文老档〉》中，翻译为“巴特玛·璪”。当代研究者王冕森对“·”有异议，翻译时不加间隔号:173。加间隔号是将两个词分开翻译的结果。
乾隆朝《满文老档》中，孝端文皇后、孝莊文皇后、敏惠恭和元妃、懿靖大贵妃“删去原录之名，仅录姓氏”。而康惠淑妃“删去原录之名，仅录为博第塞楚虎尔塔布囊之女”。故研究者王冕森指出，康惠淑妃出自阿鲁万户阿霸垓部，却非博尔济吉特氏:174。

## 生平
她原是林丹汗之妻，負責掌管察哈爾本部之竇土蠻萬戶，故被稱為竇土門福晉。天聰八年，林丹汗在西征青海的途中病故，同年閏八月二十八日，竇土門福晉等人歸附後金。竇土門福晉和察哈爾汗之姑被引至幄前拜見皇太極，行抱見禮，皇太極命人宰牛羊、設大宴款待竇土門福晉及來歸諸臣。學者寶音初古拉認為林丹汗在竇土門福晉斡耳朵里去世，因為可汗的直屬軍隊「中軍萬戶」的管領者德參莊與竇土蠻萬戶一起歸附後金，而且察哈爾的首位四大宰桑和多數大臣都雲集在竇土蠻萬戶，後來與竇土門福晉一起歸附後金。
崇德元年（1636年）四月，皇太極在盛京皇宮崇政殿內舉行豋基儀式，並且改國號為大清；五月，东衍庆宫福晋（满文转写：dergi urgun i booi fujin）巴特瑪璪被册封为東侧福晋（满文转写：dergi ashan i fujin）。七月，获得中原式妃嫔封号，即淑妃（满文转写：ijishūn fujin）:174。
崇德元年八月十九日，东大福晋宸妃和东侧福晋淑妃不舒服，便前往鞍山坐汤。皇太極亲自送她們出宮，巳刻出德盛門。在浑河岸邊看到她們乘船渡河後，未刻入抚近门还宫；十月初二日，东大福晋宸妃和东侧福晋淑妃還宮，申刻皇太極到盛京城德盛门迎接她們入宮；同年十一月初三日，清寧宮國君福晉、麟趾宮貴妃和永福宮莊妃率領諸王、貝勒之福晉及諸大臣之妻，在十里外舉行大宴迎接察哈爾公主等進入盛京城。宸妃和淑妃因不明緣故而未有出現。崇德四年（1640年），皇太极命弟弟多尔衮娶淑妃抚养的蒙古女淑侪（或指她是淑德格格:175）為妻。两人在次年正式成婚。其后关于淑侪的记载不详，是否是《玉碟》所记，多尔衮側福晉、延布圖台吉之女察哈爾公齊特氏，无从考证。
崇德四年（1639年）十二月，麟趾宮貴妃的父亲额齐克诺颜等人前来清廷会亲，“其妻福金及博底赛塔布囊妻福金亦至”。研究者王冕森推测“博底赛塔布囊妻福金”，可能即是她的母亲:174。
顺治九年（1652年）十月丁卯，顺治帝加封大贵妃和淑妃尊号，称她为康惠淑妃（满文转写：nesuken fulehun ijishūn fei，直译为“安康恩惠淑顺妃”）:174。明代中后期至明末的紫禁城外东路仁寿殿区域内，已有景福门和景福宫存在。清皇室定鼎燕京后，皇太极遗孀们入往此處。包括国君福金哲哲、康惠淑妃、以及若干位没有封号的福金等人。
順治十年二月初十日，慈寧宮、延禧宮、永慶宮開始興工，內新蓋建宮殿和群房七十八間、大小門三十座、亭二座、山子三座，並且修理舊房大門一百四十間、小門九座，花欄、井亭、魚池、月台、圍牆等項共用過工料銀十九萬四千二百六十一兩。同年六月十七日，慈寧宮建成，閏六月十二日，皇太后移居慈寧宮，而兩妃則移居東西兩宮。康熙、乾隆朝的檔案中，她又被称为為「淑妃」（满文转写：šu fei:174）、「蘇妃」（满文转写：su fei）、「西淑妃」（满文转写：wargi šu fei）。研究者王冕森指，这是因为当时“š”和“s”混用之故:174—175。
康熙二年（1663年）十一月，十二歲的和碩柔嘉公主下嫁靖南王耿仲明之曾孙三等子爵耿聚忠。內务府官員要擬定公主宴席上，太皇太后和仁宪皇太后等人所用的物品。他們請旨此次宴會上，东西二妃 (即懿靖大贵妃和康惠淑妃) 、二公主和格格們、乾清宫的福晋和阿哥们所用的物品是否由内务府来备办。康熙初年，慈寧宮的大門太監告知淑妃突然嘔吐，病的不輕，應該由太皇太后處理，但是當時太皇太后尚在齋戒，按理不能向她奏事，所以改由太皇太后身邊的有力婦差和太監進行處理，找來了大夫醫治淑妃。
康熙六年六月初十日，康惠淑妃薨逝:175，包衣諳班等奏：「西淑妃大事，其位下佐領、管領何等人以上穿孝」。得旨：「佐領護軍以上、商人、各處辦事官員，皆著穿孝。管領章京以下、披甲以上、各處辦事官員，皆著穿孝」。同年八月，康惠淑妃正式奉安。清廷将遗物和相当一部分的使女交给淑德格格:175。
乾隆三十七年，盛京三陵的祭器按照王公、妃子的等級改用鍍金器、銅器、瓷器等，壽康太妃、蘇妃園寢之金器、銀器俱改用銅器。

## 养女
淑侪，衍庆宫淑妃的养女。崇德四年（1640年），皇太极命多尔衮娶淑妃抚养的蒙古女為妻。两人在次年正式成婚。《玉碟》所记，多尔衮第七福晉是延布圖台吉之女察哈爾公齊特氏，一些学者认为就是淑妃的养女，还有一些学者认为此女的林丹汗的亲女。康熙六年，康惠淑妃薨逝，八月，康惠淑妃正式奉安。清廷将遗物和相当一部分的使女交给淑德格格，一些学者认为她是淑妃的养女:175。